# 櫂 (武器)
櫂（かい、ウェーク、イェーク、エーク）は、琉球古武道の武器の一つ。櫂は本来は水をこいで舟を推進させる道具であるが、古から漁師の間で武器化した。櫂は水をこぐのに形よく、空を切るのにすぐれ、振り回すと加速が加わり破壊力が増す、その特性を用いて攻防を行う。
使い方としては一般的には棒のような使い方であるが、棒には無い、切る、砂を掛けるという動作も含まれる。
1612年（慶長17年）の巌流島での決闘において宮本武蔵が櫂を用いて戦った話が有名である。櫂の特性をうまく用いた一例である。

## 流派
櫂の型について平信賢が津堅島で見つけた津堅砂掛けのエーク術が琉球古武道保存会に、今日まで伝えられている。